# Política Nacional para a População em Situação de Rua
A Política Nacional para a População em Situação de Rua (PNPSR) é uma política do Governo do Brasil composta por uma lista de princípios, diretrizes e objetivos que se destinam a promover a integração e a sistematização das políticas públicas e das ações da sociedade civil voltadas para este segmento da população. Foi instituída por decreto presidencial de 23 de dezembro de 2009, o qual também criou o Comitê Intersetorial de Acompanhamento e Monitoramento da Política Nacional para a População em Situação de Rua (CIAMP-Rua), reestruturado pelo decreto nº 9.849, de junho de 2019. O CIAMP-Rio visa à elaboração de estratégias de implementação, avaliação e monitoramento da PNPSR.